# 许文海
许文海（1965年—），甘肃兰州人，汉族，中华人民共和国政治人物、第十一届全国人民代表大会甘肃地区代表。
毕业于西安理工大学水力学及河流动力学专业，是中共党员。担任甘肃省水利厅厅长。2008年至2013年担任全国人大代表。